# Parcs Nacionals d'Angola

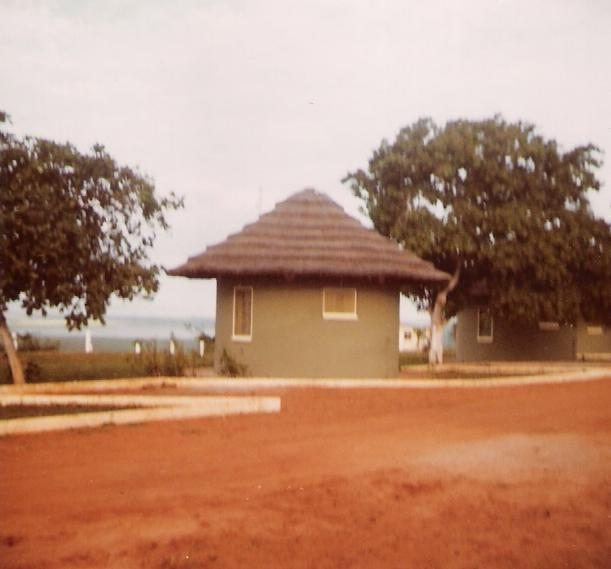
Parc nacional de Kissama, 1972

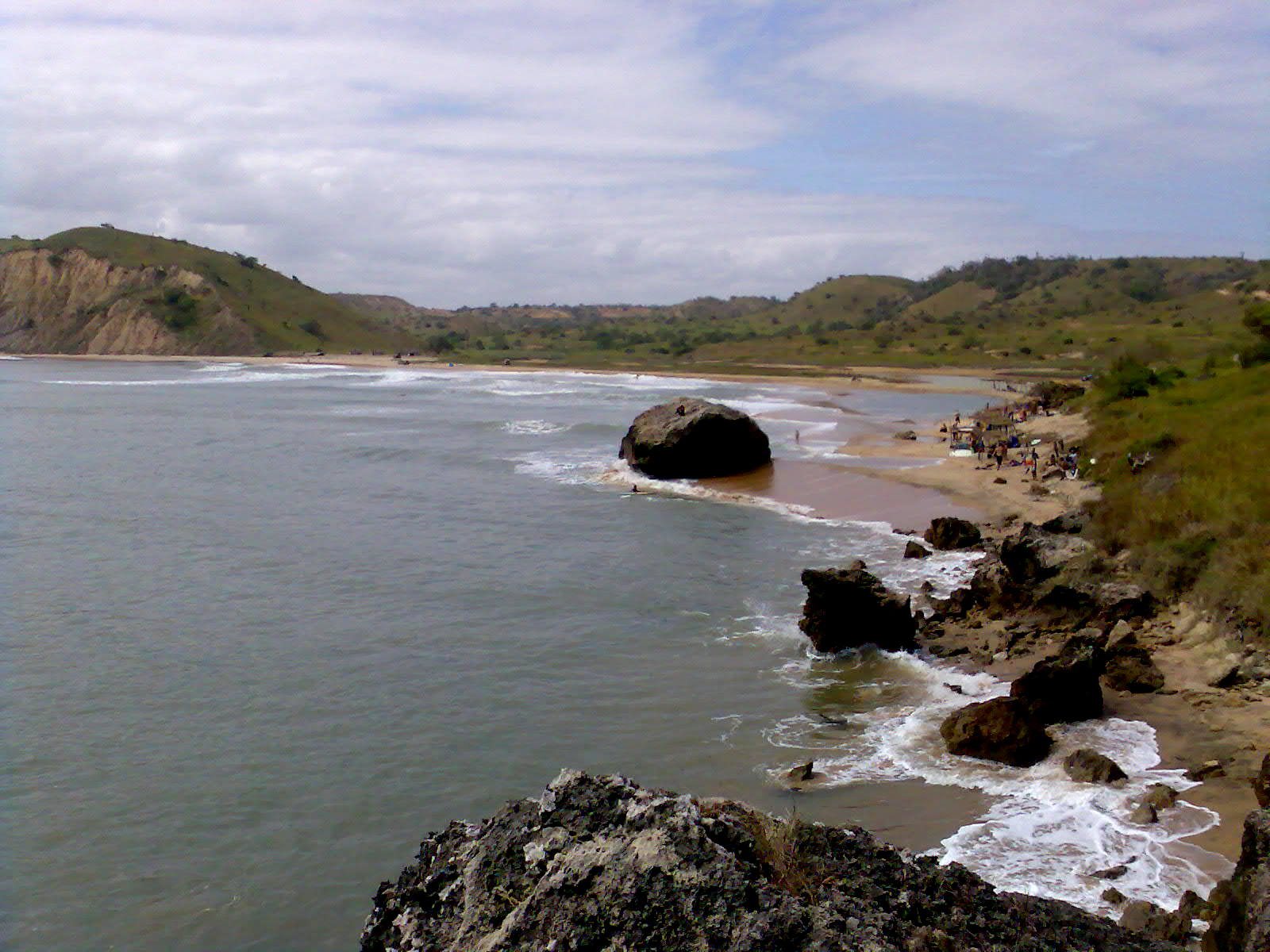
Cabo Ledo, al parc de Kissama

Aquest és un article sobre els parcs nacionals d'Angola. A Angola hi ha sis parcs nacionals, a més de set reserves naturals (a partir del 2013). Plegats cobreixen una àrea de prop de 82.000 quilòmetres quadrats, que és aproximadament el 6,6% del territori nacional. Comptant les 18 reserves forestals i zones de protecció locals afegides l'àrea protegida a Angola és d'un total de 188.650 quilòmetres quadrats, al voltant de 15% del territori.
Els parcs nacionals d'Angola són gestionats per la Direcção Nacional de Gestão do Ambiente, un departament del Ministeri de Medi Ambient (Ministério do Ambiente). En part, els parcs nacionals són administrats localment tant per fundacions com la Fundação de Kissama en el cas del Parc Nacional de Kissama.

## Història
Sota l'administració colonial portuguesa es van establir algunes àrees protegides de caça a mitjans de la dècada de 1930 van establir, on només s'hi podia caçar amb permís i durant la temporada de caça. El 1957 es va crear la reserva de caça del Parc Nacional de Kissama.
Totes aquestes àrees van patir un deteriorament greu i alguns danys durant la guerra colonial portuguesa (1961-1975) i en particular durant la Guerra Civil angolesa (1975 a 2002). Al Parc Nacional de Kissama, per exemple, els lleons es van reduir de 450 l'any 1950 a cinc en 1997, i de 1.200 elefants en 1950 uns 20 en 1997. Es deia que a Angola el 1977 hi havia 5.000 elefants d'un total de 12.400 animals en 1979, 1981 i 1987, però aquestes dades no són creïbles.
Des de l'acord de pau el 2002 s'han dut a terme diversos programes de reconstrucció de les àrees protegides amb cada vegada més atenció i suport del govern d'Angola i de les organitzacions internacionals. Al Parc Nacional de Kissama el programa Arca de Noè (dt. "Arca de Noè") ha permès l'augment de les espècies amb l'arribada d'animals d'altres països africans. El Parc Nacional més gran d'Angola, el Parc Nacional de Iona a l'extrem sud del país, tambçe es va restaurar completament en 2012 amb un programa de sis anys finançat per la República d'Angola, la Unió Europea i les Nacions Unides.
Amb la recuperació econòmica i els creixents efectes negatius de les prospeccions minaires i petrolieres també ha augmentat la consciència mediambiental a Angola. El 28 de gener de 2012 milers de persones es van manifestar als carrers de Luanda a favor del medi ambient Sota la ministra de Medi Ambient Maria de Fátima Jardim han augmentat les activitats de protecció mediambiental a nivell provincial i la cooperació internacional amb Namíbia, sobretot arran de la cooperació internacional entre el Parc d'Iona el de Skeleton Coast a Namíbia.

## Parcs nacionals
| Parc Nacional               | Nom portuguès                 | Municipi         | Província | Extensió (km²) | Creació |
| --------------------------- | ----------------------------- | ---------------- | --------- | -------------- | ------- |
| Parc Nacional de Cameia     | Parque Nacional da Cameia     | Cameia, Luena    | Moxico    | 14.450         | 1935    |
| Parc Nacional de Iona       | Parque Nacional de lona       | Iona             | Namibe    | 15.150         | 1937    |
| Parc Nacional de Kissama    | Parque Nacional da Quissama   | Quiçama          | Luanda    | 9.600          | 1938    |
| Parc Nacional de Cangandala | Parque Nacional da Cangandala | Cangandala       | Malanje   | 630            | 1963    |
| Parc Nacional de Bicuar     | Parque Nacional do Bicuar     | Matala, Quipungo | Huíla     | 7.900          | 1938    |
| Parc Nacional de Mupa       | Parque Nacional da Mupa       | Cuvelai, Ombadja | Cunene    | 6.600          | 1938    |

## Altres àrees protegides
A més dels parcs nacionals Angola té set més àrees protegides de categoria UICN:
- Parque Regional da Cimalavera parc regional, categoria IUCN V
- Reserva Natural do Ilhéu dos Pássaros una petita illa de Luanda, reserva natural categoria IUCN IV
- Reserva do Luando reserva natural categoria IUCN IV
- Reserva Parcial de Luiana reserva natural categoria IUCN IV
- Reserva Búfalo reserva natural categoria IUCN IV
- Parque Natural Regional do Namibereserva natural categoria IUCN IV
- Reserva Parcial de Mavinga reserva natural categoria IUCN IV

També hi ha 18 àrees forestals designades com a Reservas Florestais i zones de protecció local secundària, anomenades Coutadas.